# Anadenobolus totonacus
Anadenobolus totonacus är en mångfotingart som först beskrevs av Henri Saussure 1860.  Anadenobolus totonacus ingår i släktet Anadenobolus och familjen Rhinocricidae. Inga underarter finns listade i Catalogue of Life.